# Absynthe Minded
Absynthe Minded ist eine belgische Rockband um den Sänger und Gitarristen Bert Ostyn.

## Geschichte
Bert Ostyn war ab 1999 zunächst als Solokünstler aktiv. Im Jahr 2000 gründete er zusammen mit anderen Musikern die Band Tao Tse Tse, die sich 2002 in Absynthe Minded Quartet umbenannte. Unter diesem Namen tourten sie allein und als Vorgruppe für verschiedene andere Bands und Künstler, unter anderem Spinvis und Zita Swoon.
2003 gaben sie ihr erstes Album History makes Science Fiction EP heraus. Die Musiker waren Renaud Ghilbert, Sergej van Bouwel und Jan Duthoy, hinzu kam der Schlagzeuger Jakob Nachtergaele. „Quartet“ wurde aus dem Bandnamen gestrichen.
Im Jahr 2004 gaben sie das Album Acquired Taste heraus. New Day wurde im Januar 2005 aufgenommen. Nach einer Tournee durch Belgien und die Niederlande nahmen sie 16 Lieder auf und brachten im März ein Album in Belgien, Deutschland und den Niederlanden heraus. Im Sommer des Jahres kam New Day auch in Portugal heraus. Aus diesem Album stammt auch die erste Single von Absynthe Minded, My Heroics, Part One, die auch im Radio viel gespielt wurde.
2007 nahmen Absynthe Minded das Album There Is Nothing auf. Im August 2009 kam das Album Absynthe Minded in Belgien und den Niederlanden heraus.
Im Januar 2010 wurde Absynthe Minded mit vier Music Industry Awards in den Kategorien „Hit des Jahres“, „Bestes Album“, „Bester Rock/Alternative“ und „Beste Band“ ausgezeichnet.

## Diskografie

### Alben
| Jahr | Titel                             | Höchstplatzierung, Gesamtwochen, AuszeichnungChartplatzierungen (Jahr, Titel, Platzierungen, Wochen, Auszeichnungen, Anmerkungen) | Höchstplatzierung, Gesamtwochen, AuszeichnungChartplatzierungen (Jahr, Titel, Platzierungen, Wochen, Auszeichnungen, Anmerkungen) | Anmerkungen                              |
| Jahr | Titel                             | BEF | BEW | Anmerkungen                              |
| ---- | --------------------------------- | --- | --- | ---------------------------------------- |
| 2004 | Acquired Taste                    | BEF28 (9 Wo.)BEF | — | Erstveröffentlichung: 1. März 2004       |
| 2005 | New Day                           | BEF21 Gold · (64 Wo.)BEF | — | Erstveröffentlichung: 1. April 2005      |
| 2007 | There Is Nothing                  | BEF8 (13 Wo.)BEF | — | Erstveröffentlichung: 2. März 2007       |
| 2009 | Absynthe Minded                   | BEF5 (56 Wo.)BEF | — | Erstveröffentlichung: 30. Oktober 2009   |
| 2010 | Fill Me Up – The Best of          | BEF27 (22 Wo.)BEF | — | Erstveröffentlichung: 3. Dezember 2010   |
| 2012 | As It Ever Was                    | BEF1 (58 Wo.)BEF | BEW67 (9 Wo.)BEW | Erstveröffentlichung: 14. Mai 2012       |
| 2017 | Jungle Eyes                       | BEF7 (21 Wo.)BEF | BEW106 (1 Wo.)BEW | Erstveröffentlichung: 6. Oktober 2017    |
| 2020 | Riddle of the Sphinx              | BEF16 (9 Wo.)BEF | — | Erstveröffentlichung: 19. Juni 2020      |
| 2021 | Saved Along the Way – The Best of | BEF3 (18 Wo.)BEF | — | Erstveröffentlichung: 9. April 2021      |
| 2023 | Sunday Painter                    | BEF30 (3 Wo.)BEF | — | Erstveröffentlichung: 15. September 2023 |

Weitere Alben
- 2003: History Makes Science Fiction EP

### Singles
| Jahr | Titel Album                    | Höchstplatzierung, Gesamtwochen, AuszeichnungChartplatzierungen (Jahr, Titel, Album, Platzierungen, Wochen, Auszeichnungen, Anmerkungen) | Höchstplatzierung, Gesamtwochen, AuszeichnungChartplatzierungen (Jahr, Titel, Album, Platzierungen, Wochen, Auszeichnungen, Anmerkungen) | Anmerkungen                            |
| Jahr | Titel Album                    | BEF | BEW | Anmerkungen                            |
| ---- | ------------------------------ | --- | --- | -------------------------------------- |
| 2009 | Envoi Absynthe Minded          | BEF1 Platin · (31 Wo.)BEF | BEW26 (1 Wo.)BEW | Erstveröffentlichung: 31. August 2009  |
| 2010 | Moodswing Baby Absynthe Minded | BEF31 (10 Wo.)BEF | — | Erstveröffentlichung: 11. Januar 2010  |
| 2012 | Space As It Ever Was           | BEF33 (2 Wo.)BEF | — | Erstveröffentlichung: 27. Februar 2012 |